# Radioactive Man
Homem Radioativo (no original: Radioactive Man) é o 2º episódio da 7ª temporada de Os Simpsons. Ele narra a fama de jeitos diferentes: A Fama desejada e a Fama indesejada. Originalmente foi ao ar na rede Fox nos Estados Unidos em 24 de setembro de 1995.
O episódio foi escrito por John Swartzwelder e dirigido por Susie Dietter. Convidado Mickey Rooney estrelou como ele mesmo no episódio. "Radioactive Man" foi o primeiro episódio de Os Simpsons a ser colorido digitalmente. O episódio traz referências culturais à série de televisão Batman, ao filme Waterworld de 1995 e à música "Lean on Me", de Bill Withers.
Desde a exibição, o episódio recebeu críticas positivas de fãs e críticos de televisão. Adquiriu uma classificação Nielsen de 9.5, e foi o quarto programa com a melhor classificação na rede Fox naquela semana.

## Referências culturais

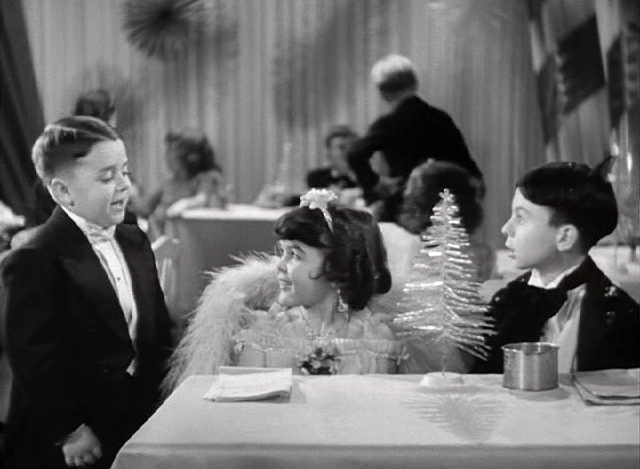
O personagem Alfafa (direita) de The Little Rascals é referenciado no episódio.

## Enredo
Um pessoal de Hollywood está fazendo um seriado chamado "O Homem Radioativo" e eles precisam de um parceiro para o ator do Homem Radioativo, então eles fazem um concurso em Springfield para ver quem poderia atuar melhor como o parceiro. Milhouse consegue o papel, mas não quer atuar, pois não gosta de ser uma celebridade; mas Bart queria o papel. Bart tenta convencer Milhouse das vantagens de ser famoso, mas Milhouse não quer ser um famoso. Então durante uma gravação do seriado, Milhouse desaparece e todos em Springfield o procuram. Bart o encontra e conversa com ele. O famoso ator Mickey Rooney explica para Milhouse que uns aceitam fácil a fama e outros não, mas Milhouse desiste do papel. Os produtores do seriado vão à falência e voltam a Hollywood.

## Produção

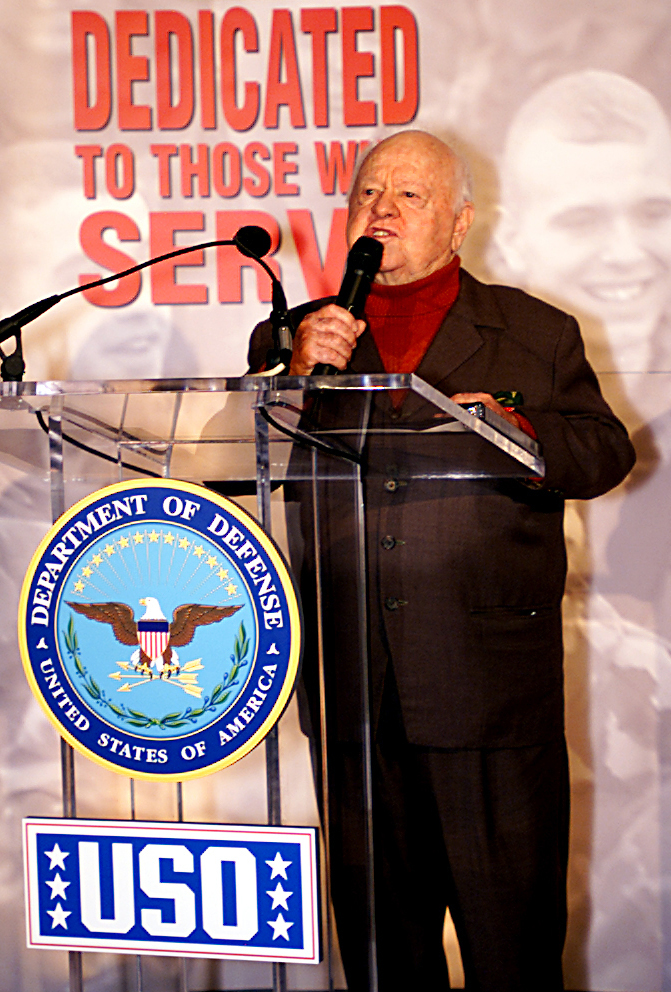
Mickey Rooney estrelou como ele mesmo no episódio.

O episódio foi escrito por John Swartzwelder, e dirigido por Susie Dietter. Quando Dietter leu o primeiro script, ela não achou muito engraçado por causa de todos as piadas visuais. Uma vez que a animação terminou, ela pensou: "Ei, isso é realmente engraçado!"
Este é o primeiro episódio de Os Simpsons a ser colorido digitalmente. Os deveres dessa tarefa foram para USAnimation, que mais tarde trabalharia em "The Simpsons 138th Spectacular". A coloração digital não seria tentada novamente até o "Tennis the Menace" da 12ª temporada, e novamente na "Treehouse of Horror XIII" da 14ª temporada. O show permanentemente mudou para coloração digital mais tarde na mesma temporada, começando com "The Great Louse Detective".
Convidado Mickey Rooney estrelou como ele mesmo no episódio. Nancy Cartwright relembra em sua autobiografia Minha vida como um menino de 10 anos que Rooney gravou suas falas com os outros atores. Embora ele estivesse atrasado para a sessão, ela comentou que ele era "tão cheio de energia" e muito entusiasmado com o papel.